# Plectranthus xanthanthus
Plectranthus xanthanthus là một loài thực vật có hoa trong họ Hoa môi. Loài này được (C.Y.Wu & Y.C.Huang) ined. miêu tả khoa học đầu tiên.